# Silmet
Silmet — компанія-виробник рідкісних і рідкісноземельних металів, розташована у місті Сілламяе (Естонія), дочірня компанія американської біржової компанії Molycorp Inc. Раніше також здійснювала діяльність з видобутку урановмісних порід та виробництву урану. 

## Унікальність виробництва
Сілламяе посідає провідне місце у світі з виробництва танталу та ніобію. За виробітком рідкісноземельного металу неодиму Сілламяе посідає друге місце у світі (на першому — Китай із показником у 90%).
Сферою застосування рідкісноземельних металів є високотехнологічне виробництво: авіаційна, космічна та військова промисловості, фото- та відеопаратура, електроніка. Більш вузьке застосування: церієві каталізатори в дизельних автомобілях, постійні магніти, тонке покриття скла з властивістю абсорбувати сонячне світло, деякі моделі дорогих стільникових телефонів. Рідкісноземельні метали, які випускає «Сілмет», мають категорію «п'ять дев'яток» (99,999) — що говорить про високу якість продукції.
Постачальники сировини: Кольський півострів, рудники «Молікорпа» (США).

## Історія

### Становлення підприємства
У 1927—1929 рр. в районі Тюрсамяе міста Сілламяе із залученням шведсько-норвезьких інвестицій Естонський нафтовий консорціум під керівництвом Маркуса Валленберга будує олійно-екстраційний завод по переробці сланцю, електростанцію та порт. Першу тунельну піч для переробки сланцю спорудили у 1928 р. На заводі близько 200 чоловік випускали сланцеву олію, гас та смолу, доход становив близько 1 млн шведських крон у місяць. Економічна криза призвела до зупинки заводу у 1930 р., а у 1935 р. Німеччина зацікавилась поставками сланцевої олії, реорганізувала консорціум під назвою Baltic Oil Company і вже наприкінці 1938 р. завод переробляв до 500 тон сланцю на добу.
У 1938 р. було побудовано другу тунельну піч для переробки сланцю. Основним продуктом випуску заводу був бензин.

### У роки Другої світової війни
30 травня 1941 р. відповідно до Московської угоди між Радянським Союзом та Швецією, завод націоналізували та перейменували в сланцево-перегонну фабрику ім. В. Кінгісепа.
За часів Другої світової війни завод повернули колишнім власникам і він продовжував свою діяльність у співпраці з німцями. У підсумку під час війни більшість об'єктів заводу було зруйновано.

### Відбудова заводу у післявоєнні часи
У 1945 році на базі існуючого заводу створили Сланцевий збагачувальний комбінат.
В 1946 році в Радянському Союзі в межах робіт над створенням ядерної зброї прийняли рішення щодо створення на базі Тюрсамяеської фабрики металургійного заводу з переробки діктіонемового сланцю с метою отримання окислів урану (багатопрофільного підприємства Комбінату № 7). ПДля цього в Сілламяе будують виправний трудовий табір в системі ГУЛАГу на 5000 ув'язнених, полонені відбудовують завод та селище та працюють в двох шахтах по видобутку діктіонемового сланцю. У 1947 р. новому побудованому заводу надали кодову назву військової частини № 77960.
Шахта № 1 активно діяла з 1949 р. по червень 1952 р., проте  була остаточно законсервованп у 1969 р. Шахту № 2 закрили ще у 1957 р. В період з 1 січня 1949 р. по 30 червня 1952 р. сумарно з обох шахт видобули 2 405 000 тон руди з вмістом урану 0,036%, тобто фактично 63,3 т потенційного металу.
Побудова залізничної гілки від Вайварського залізничного вокзалу до заводу в Сілламяе сприяла тому, що починаючи з 1953 р. уранову руду завозять з Чехословаччини, НДР, Угорщини, Польщі та Румунії.
У 1955 році комбінат отримує нову назву — Поштова скринька 22.
З 1960 року завод переробляє урановий концентрат, що завозиться, оскільки шахти з видобутку законсервовує, налагоджує виробництво з випуску фільтрувальних матеріалів (за що у 1966 р. отримує Ленінську премію) та будує комплекс виробництва респіраторів «Пелюсток».
У 1981 р. Указом Президії Верховної Ради СРСР Сланцево-хімічний завод нагородили Орденом Трудового Червоного Прапора.
У 1982 році завод почав виробництво урану (2—4,4% 235U) якості UO2.
У період з 1950 р. по 1989 р. завод випустив близько 98 681 тонну урану (в основному, якості U3O8) і 1354,7 тонн збагаченого урану для потреб Радянського Союзу. Робота з урановою рудою в Сілламяе завершується у 1989 р.
З 1946-го року по 1991 рік Сілламяе був закритим містом, відвідування якого було можливе лише за умови отримання спеціального дозволу.

### Розвиток підприємства за років незалежності
У 1990 році підприємство перетворено в державно-акціонерну компанію.
У 1997 р. підприємство приватизують та створюють компанію SILMET Rare Metals, в той же рік виникає й дочірнє підприємство SILMET GRUPP — Акціонерне товариство «Sillamäe Sadam» з уставним фондом в 15 млн крон. Головою Ради AS «Sillamäe Sadam» став Тійт Вяхі — прем'єр-міністр Естонії.
У квітні 2011 р. американський концерн Molycorp придбав 90% акцій підприємства AS Silmet, компанія була перейменована на Molycorp Silmet. Решту акцій — пакет у розмірі 10% статутного фонду — Molycorp придбав у жовтні 2011 р.
У 2012 р. провідна естонська фінансова газета «Äripäev» визнала Акціонерне товариство «Molycorp Silmet» найкращим підприємством Естонії.
У 2013 р. завод Molycorp Silmet в Сілламяе відкриває унікальну лабораторію, обладнану за останнім словом техніки (газоаналізатор останнього покоління та спектрометр з'явились першими в Європі).
У 2014 р. підприємство Molycorp Silmet бере участь в проекті Європейського космічного агентства (ЕКА) із розробки сплавів металів у співпраці з європейськими університетами (Бірмінгемським, Шеффілдським, Кембриджським, Ульмським та ін.), компаніями Avio, Rolls-Royce, Bruker та Європейським центром космічних досліджень та технологій (ESTEC). Нова технологія лазерного плавлення дозволяє проводити проби сплавів в 1000 разів швидше, аніж тими методами, які зараз використовуються. 
У 2019 році NPM Silmet OÜ отримала визнання як найкраще підприємство в Іда-Вірумаа та найкраще підприємство хімічної промисловості Естонії.